# Ортітяг
Ортітяг (рум. Ortiteag) — село у повіті Біхор в Румунії. Входить до складу комуни Меджешть.
Село розташоване на відстані 404 км на північний захід від Бухареста, 39 км на схід від Ораді, 92 км на захід від Клуж-Напоки.

## Населення
За даними перепису населення 2002 року у селі проживали 549 осіб.
Національний склад населення села:
| Національність | Кількість осіб | Відсоток |
| -------------- | -------------- | -------- |
| румуни         | 457            | 83,2%    |
| цигани         | 88             | 16,0%    |

Рідною мовою назвали:
| Мова      | Кількість осіб | Відсоток |
| --------- | -------------- | -------- |
| румунська | 457            | 83,2%    |
| циганська | 88             | 16,0%    |